# Francisco Javier de Burgos

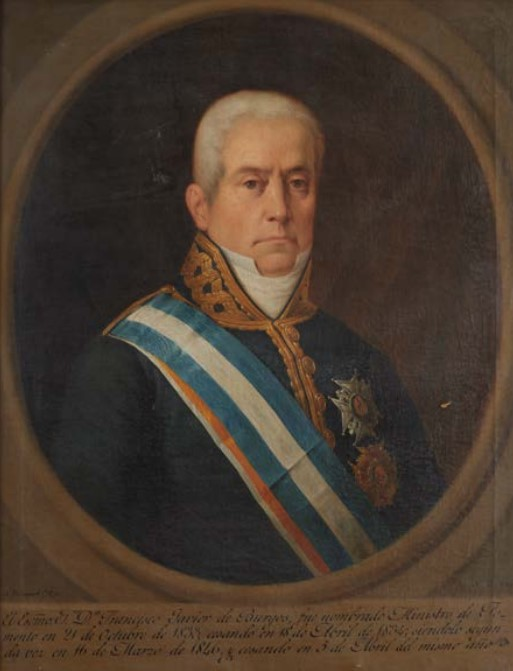
Javier de Burgos

Francisco Javier de Burgos (* 22. Oktober 1778 in Motril; † 22. Januar 1848 in Madrid) war ein spanischer Verwaltungsbeamter, Politiker und Schriftsteller.

## Leben
Unter der Herrschaft Joseph Bonapartes war er Unterpräfekt von Almería, nach dem Sturz der französischen Besatzung floh er nach Frankreich, wo er Lukrez, Vergil und Horaz übersetzte (1820–24, 4 Bände) und ältere spanische Werke herausgab.
Im Jahr 1817 nach Spanien zurückgekehrt, redigierte er seit 1819 die Zeitschrift Miscelanea de comercio, artes y literatura, der er 1820 einen politischen Teil hinzufügte, und später den Imparcial. Im Jahr 1827 wurde er Intendant beim Zollrat, dann Oberfinanzrat und Mitglied der Akademie der Wissenschaften. Seine Komödie Las tres iguales verjüngte das klassische spanische Lustspiel, ebenso die Stücke El baile de Máscara und El optimista y el pesimista.
Am 21. Oktober 1833 wurde er von der spanischen Königin Maria Christina von Neapel-Sizilien zum Innenminister ernannt. Bereits einen Monat später setzte er eine seit langem postulierte und diskutierte Gebietsreform in Spanien durch: Das Land wurde in 15 Regionen mit insgesamt 49 Provinzen unterteilt – eine Einteilung, die abgesehen von wenigen Änderungen bis heute Bestand hat. Nachfolgend wurde er auch zum Finanzminister ernannt. Am 17. April 1836 trat er von seinen Ämtern zurück, da er als Reaktionär und Afrancesado bezichtigt wurde und sich heftigsten politischen Angriffen ausgesetzt sah. Nach Anklage der Unterschlagung durch Miguel Ricardo de Álava in einer spanischen Staatsfinanzaffäre („Guebhardsche Anleihesache“) war er von jeglicher politischer Tätigkeit ausgeschlossen. Zwar sprach ihn die beauftragte Untersuchungskommission am 2. Januar 1837 frei, doch kehrte de Burgos erst 1839 nach Spanien zurück, wo er seitdem zurückgezogen in Granada lebte.
Er starb 69-jährig im Jahr 1848 in Madrid. Die von ihm begonnene insgesamt sechsbändige Geschichte der Regierung Isabellas II. wurde von seinem Sohn Augusto de Burgos beendet.

## Werkverzeichnis
- Biografía universal (3 parts, 1823)
- Los tres iguales (1827)
- El baile de máscaras (1832)
- Oda a la razón
- El porvenir
- La primavera
- Historia del reinado de Isabel II (6 Bände, 1850–51)